# Horodzisko
Horodzisko – osada wsi Kosobudy w Polsce, położona w województwie lubelskim, w powiecie zamojskim, w gminie Zwierzyniec.
W latach 1975–1998 osada administracyjnie należała do województwa zamojskiego.
Osada administracyjnie podlega pod zarząd Roztoczańskiego Parku Narodowego.